# Principauté de Galles
1216–1536
Entités précédentes :
- Royaume de Gwynedd
- Royaume de Deheubarth

Entités suivantes :
- Royaume d'Angleterre

La principauté de Galles (en anglais : Principality of Wales ; en gallois : Tywysogaeth Cymru) est un ancien État (1216 – 1536) situé dans l'actuel pays de Galles. 

## Histoire
Fondée par Llywelyn le Grand, elle est conquise par le royaume d'Angleterre à la fin du XIIIe siècle et devient l'apanage traditionnel du fils aîné des rois d'Angleterre, le prince de Galles. La principauté est complètement intégrée à l'Angleterre par les Laws in Wales Acts (« Lois sur les lois dans le pays de Galles ») de 1535 et 1542.